# Rudolf Tittelbach
Rudolf Tittelbach (* 11. Oktober 1919; † 30. Juli 1985) war ein deutscher Polizeioffizier. Er war Generalleutnant und Stellvertreter des Ministers des Innern der DDR. 

## Leben
Tittelbach schloss sich 1946 der SED an und wurde Angehöriger der Deutschen Volkspolizei (VP). Ab 1952 war er Leiter des VP-Betriebsschutzes im VEB Leuna-Werke, dann Offizier in den Bezirksbehörden der Volkspolizei Halle und Magdeburg. Tittelbach studierte an der Hochschule der Deutschen Volkspolizei „Karl Liebknecht“ in Berlin-Kaulsdorf. Anschließend war er Leiter der Abteilung Finanzen und von 1967 bis 1985 – als Nachfolger von Generalmajor Herbert Glaeser – Leiter der Abteilung Versorgungsdienste im Ministerium des Innern (MdI). Von 1981 bis 1985 wirkte Tittelbach als stellvertretender Minister des Innern der DDR. Viele Jahre war er Vorsitzender der Revisionskommission der SED-Kreisleitung des MdI.
1969 wurde er zum Generalmajor ernannt, 1982 zum Generalleutnant befördert.
Tittelbach wurde auf dem Zentralfriedhof Berlin-Friedrichsfelde in der VdN-Anlage beigesetzt.

## Auszeichnungen und Ehrungen
- Vaterländischer Verdienstorden in Bronze (1960), in Silber (1975) und in Gold (1979)
- Hufeland-Medaille in Gold (1978)[4]
- Orden Banner der Arbeit Stufe I (1983)[5]
- Ehrentitel Held der Arbeit (1984)[6]
- Nach Tittelbachs Tod erhielt die 10. Volkspolizei-Kompanie der Versorgungsdienste des MdI den Ehrennamen „Rudolf Tittelbach“.